# Šedý filtr

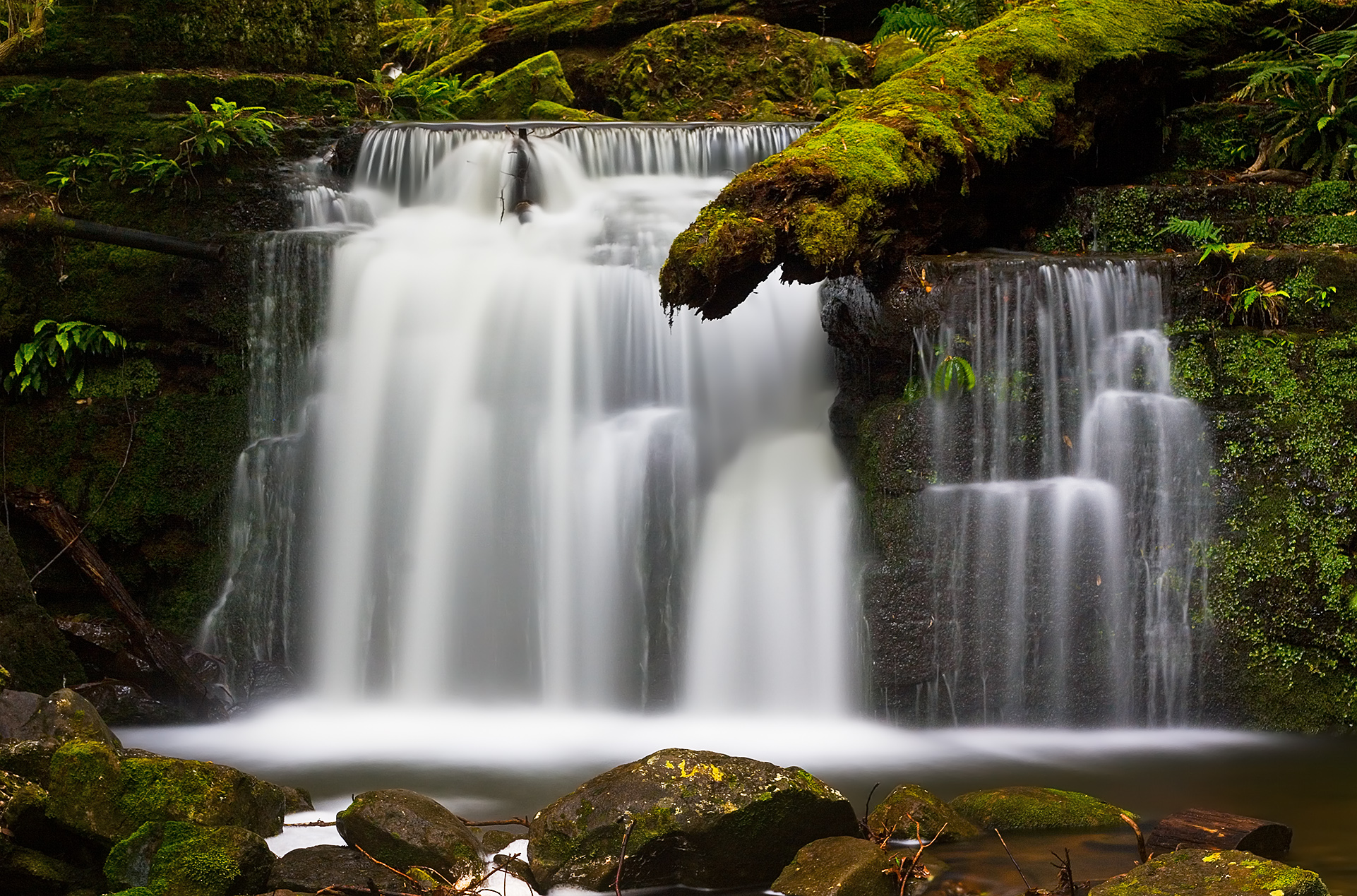
Fotografie krajiny: Fotografie vodopádu (Tasmánie Austrálie) byla pořízena s použitím neutrálního šedého filtru. ND filtr snižuje intenzitu světla všech vlnových délek, čímž dovoluje prodloužit expoziční dobu.

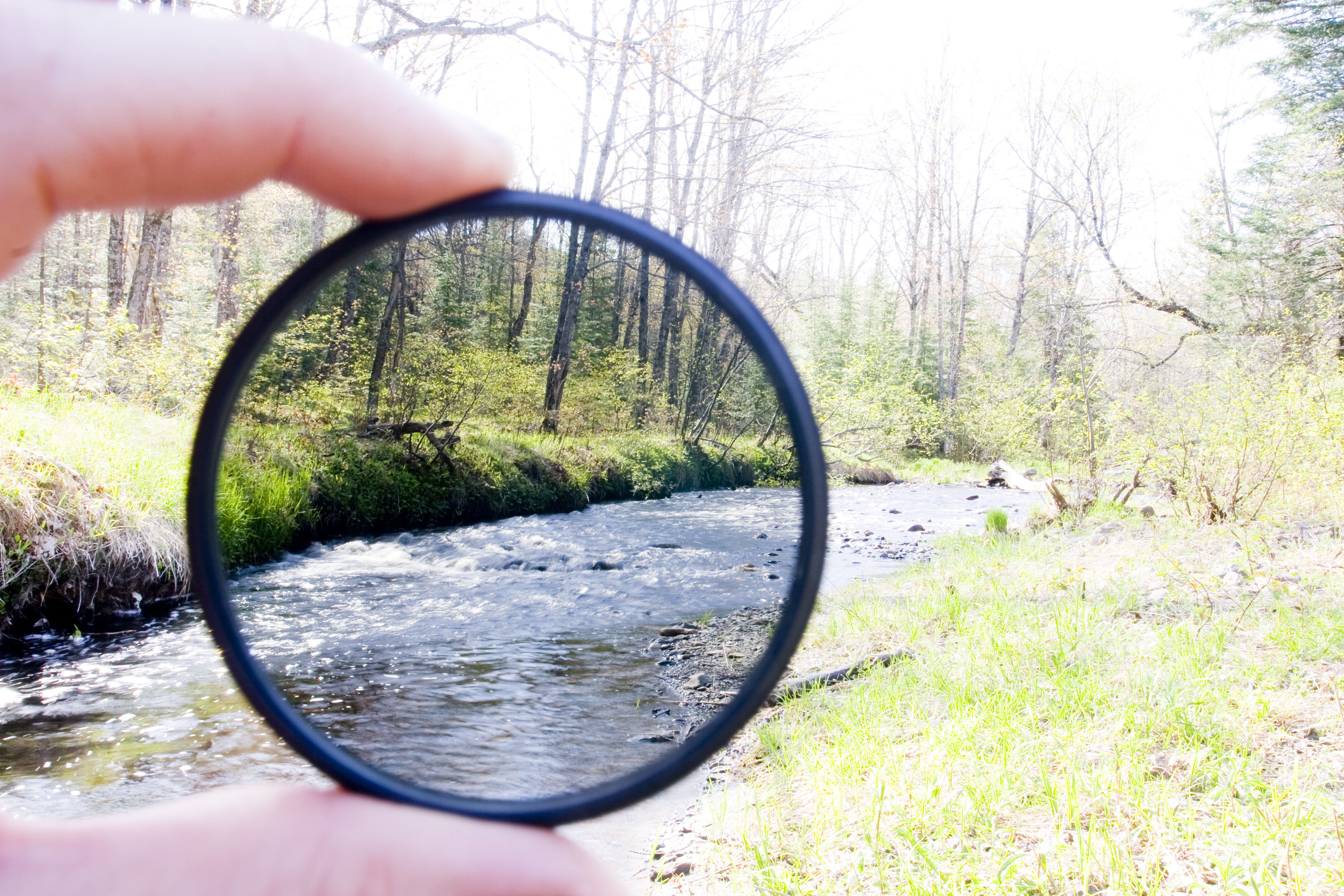
Ukázka působení neutrálního šedého filtru

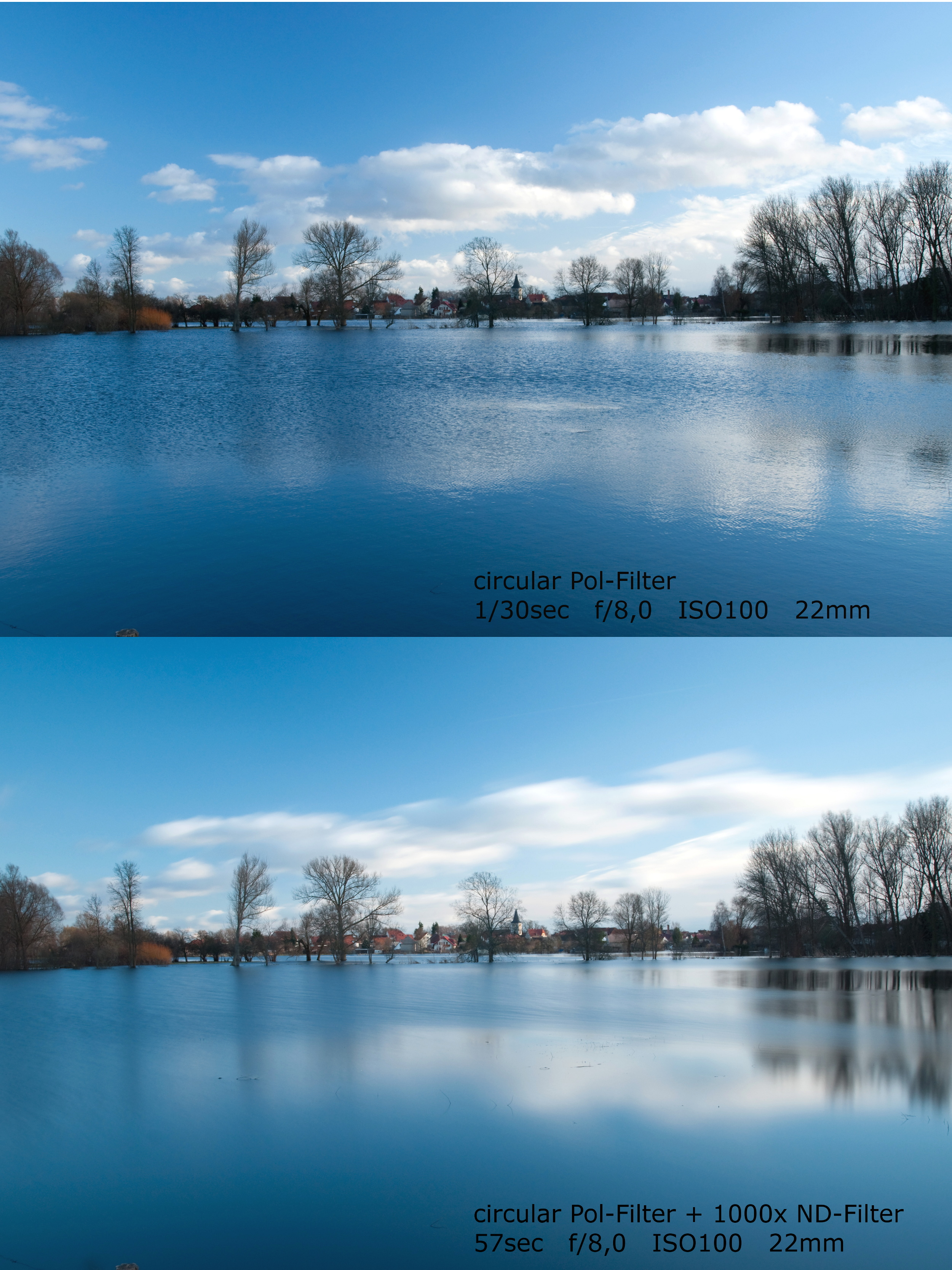
Srovnání: první fotografie bez filtru 1/30 s, druhá s filtrem ND 1000, 57 s.

Ve fotografii a optice se šedý filtr (neutrální filtr, anglicky neutral density, ND) používá k redukování světla všech vlnových délek (barev). Důvodem používání šedých filtrů ve fotografii je možnost fotografa měnit expoziční čas a clonu v mnohem větším rozmezí a mít tak kontrolu nad délkou expozice i za extrémních okolností.

## Charakteristika a použití
Například při velmi světlém dni při fotografování vodopádu, když je požadována dlouhá doba expozice pro vytvoření úmyslného rozmazání vody. I při minimální citlivosti filmu a maximální cloně bude odpovídající čas expozice příliš krátký pro dosažení požadovaného efektu, jelikož zde bude příliš mnoho světla. Při použití neutrálního šedého filtru dosáhneme požadovaného množství světla a též času expozice.
Další využití naleznou neutrální šedé filtry tam, kde je ze intenzivního osvětlení požadována malá hloubka ostrosti, tedy nízké clonové číslo.
Ve skutečnosti nejsou šedé filtry dokonalé a neredukují intenzitu všech vlnových délek stejnoměrně. To může způsobit barevné vady na záznamu, zejména u levných filtrů. Většina šedých filtrů je určena pouze pro viditelnou oblast spektra a neodstraňuje rovnoměrně všechno záření v ultrafialové a infračervené oblasti. To může být nebezpečné při sledování zářících zdrojů (jako slunce nebo žhavého kovu či skla) jež emitují intenzivní záření i mimo viditelnou oblast a mohou způsobit poškození zraku, dokonce i když se zdají být nepříliš jasnými při pozorování přes filtr.
Šedé filtry se též používají pro kalibraci spektrofotometrů měřením kolmé spektrální propustnosti zkušebních filtrů.

## Typy ND filtrů
Neutrální šedé filtry jsou označovány svou optickou hustotou nebo ekvivalentním zvýšením stupněm EV:
|        | Zeslabení | Optická hustota filtru | Snížení EV | propustnost v % |
| ------ | --------- | ---------------------- | ---------- | --------------- |
|        | 1         | 0.0                    |            | 100%            |
| ND2    | 1/2       | 0.3                    | 1          | 50%             |
| ND4    | 1/4       | 0.6                    | 2          | 25%             |
| ND8    | 1/8       | 0.9                    | 3          | 12.5%           |
| ND16   | 1/16      | 1.2                    | 4          | 6.25%           |
| ND32   | 1/32      | 1.5                    | 5          | 3.125%          |
| ND64   | 1/64      | 1.8                    | 6          | 1.563%          |
| ND128  | 1/128     | 2.1                    | 7          | 0.781%          |
| ND256  | 1/256     | 2.4                    | 8          | 0.391%          |
| ND512  | 1/512     | 2.7                    | 9          | 0.195%          |
| ND1024 | 1/1024    | 3.0                    | 10         | 0.098%          |
| ND2048 | 1/2048    | 3.3                    | 11         | 0.049%          |
| ND4096 | 1/4096    | 3.6                    | 12         | 0.024%          |
| ND8192 | 1/8192    | 3.9                    | 13         | 0.012%          |